# Spiraea uratensis
Spiraea uratensis är en rosväxtart som beskrevs av Adrien René Franchet. Spiraea uratensis ingår i släktet spireor, och familjen rosväxter. Inga underarter finns listade i Catalogue of Life.